# Amedée Piguet
Charles Amedée Piguet (ur. 24 maja 1904 w Langendorf, zm. 31 grudnia 1990 w Solurze) – szwajcarski zapaśnik walczący w stylu wolnym. Olimpijczyk z Amsterdamu 1928, gdzie zajął szóste miejsce w wadze koguciej.

## Letnie Igrzyska Olimpijskie 1928
| Konkurencja      | Rundy eliminacyjne  | Rundy eliminacyjne    | Klas. końcowa |
| Konkurencja      | 1/4                 | 1/2                   | Miejsce       |
| ---------------- | ------------------- | --------------------- | ------------- |
| 56 kg styl wolny | Arthur Ford (AUS) Z | Robert Hewitt (USA) P | 6.            |